# Ida Degrande
Idalie "Ida" Degrande, gift Rooseboom, född 5 februari 1910 i Sint-Andries i Flandern, död 16 augusti 1992 i Brygge, var en belgisk friidrottare med långdistanslöpning som huvudgren. Degrande blev bronsmedaljör vid damolympiaden 1924 och var en pionjär inom damidrott.

## Biografi
Ida Degrande föddes 1910 i Sint-Andries i nordvästra Belgien, i ungdomstiden var hon aktiv friidrottare. Senare gick hon med i idrottsföreningen "Football Club Bruglois - FCB" i Brygge. Hon tävlade främst i långdistanslöpning och terränglöpning.
1923 deltog hon i sina första belgiska mästerskap (Belgische kampioenschappen atletiek - BKA) då hon tog guldmedalj i terränglöpning vid tävlingar 4 mars i Bosvoorde.
1924 deltog hon vid Damolympiaden 1924 den 4 augusti på Stamford Bridge i London. Under tävlingen tog hon bronsmedalj i löpning 1000 meter.
1925 blev hon åter belgisk mästare i terränglöpning (2500 meter).
1926 satte hon belgisk rekord i löpning 1000 meter med tiden 3,16:00.
1927 försvarade hon sin mästartitel i terränglöpning (2500 meter) vid tävlingar i Uccle.
1928 deltog hon vid de nionde Olympiska spelen i Amsterdam där hon tävlade i löpning 800 meter, hon slutade på 5.e plats i uttagningsheat 3.
1930 drog hon sig tillbaka från tävlingslivet i samband med sitt stundande bröllop.